# Dictya orion
Dictya orion är en tvåvingeart som beskrevs av Orth 1991. Dictya orion ingår i släktet Dictya och familjen kärrflugor.
Artens utbredningsområde är Illinois. Inga underarter finns listade i Catalogue of Life.